# Coincidence (film fra 1921)
Coincidence er en amerikansk stumfilm fra 1921 af Chester Withey.

## Medvirkende
- Bradley Barker som Brent
- Frank Belcher som John Carter
- William Frederic som Stephen Fiske
- Robert Harron som Billy Jenks
- June Ellen Terry som Dorothy Carter
- June Walker som Phoebe Howard